# Cichan Czarniakiewicz
Cichan Czarniakiewicz (biał. Ціхан Валер’евіч Чарнякевіч; ur. 22 stycznia 1986 w Pińsku) – białoruski literatoznawca, krytyk literacki, tłumacz i poeta.

## Życiorys
Urodził się 22 stycznia 1986 r. w Pińsku, obwodzie brzeskim. Ukończył studia na Wydziale Filologii i Kultury Białoruskiej Białoruskiego Państwowego Uniwersytetu Pedagogicznego na kierunku „Język białoruski i literatura. Dziennikarstwo” (2008), a także studia magisterskie (2009) i podyplomowe na tej samej uczelni (2012). W latach 2003-2005 był studentem Kolegium Białoruskiego na kierunku „Filozofia. Literaturoznawstwo”.
W latach 2008-2011 był pracownikiem gazety „Literatura i Sztuka (1932)” (od 2010 r. jest redaktorem działu krytyki i bibliografii). W latach 2011–2015 był redaktorem działu krytyki czasopisma „Maladost”. Członek Białoruskiego PEN-Centrum (od 2014). Felietonista Białoruskiej Służby Radia Swaboda od 2015 r. W latach 2015–2021 był rzecznikiem prasowym Związku Pisarzy Białoruskich (od 2016 r. jest członkiem Związku Pisarzy Białoruskich). Koordynator Szkoły Młodego Pisarza (od 2018). Od 2023 r. jest rzecznikiem prasowym Międzynarodowego Związku Pisarzy Białoruskich i redaktorem naczelnym projektu bellit.info.

## Działalność zawodowa
Opracowano przewodnik bibliograficzny „Tłumaczenia literatury obcej w czasopiśmie „Krynitsa” (1988—2003)” (Mińsk, 2010). Współpracownik i komentator książek «Maksim Bahdanowicz: znane i nieznane» (Mińsk, 2011) i «Lyavon Savyonok „Dzieła”» (Mińsk, 2012). Autor opracowania «Reprezentacja zagadnień diaspory i migracji we współczesnym procesie edukacyjnym Białorusi (szkoła średnia)» (Mińsk, 2018). Redaktor i autor przedmowy do publikacji „Miasto na górze. Antologia poezji litewskiej" (Białystok, 2025).
Od 2007 roku pracuje jako krytyk i eseista. Recenzje ukazywały się w czasopismach „Dziejaslou”, „ARCHE Pachatak”, „Maladost”, gazetach „Literatura i Sztuka”, „Literacka Białoruś”, portalach „Budźma Belarusiansami!”, Radiu Svaboda i innych. Eseje przetłumaczono na język angielski, niemiecki, polski, słowacki i czeski.
Tłumaczy z języka ukraińskiego, litewskiego, polskiego i angielskiego. Przetłumaczył (wraz z Walerem Stralko) na język białoruski książki Swiatłany Aleksijewicz „Czas second-hand: (koniec czerwonego człowieka)” (Mińsk, 2013). Przetłumaczył (wraz z Marią Martysewicz i Andriejem Chadanowiczem) na język białoruski wierszy poetów litewskich do zbioru „Miasto na górze. Antologia poezji litewskiej” (Białystok, 2025). Wśród tłumaczy znaleźli się: Greta Ambrozaitė, Davila Bogdonaitė, Mantas Balakauskas, Lina Buividavičiūtė, Marus Burokas, Donaldas Kayokas, Cornelius Platsialis, Vytautas Stankus, Alvydas Šlėpikas, Antanas Šymkus, Austiea Jakas, Antanas A. Yaninas i Jurgita Jaspaniet.

## Wybrana twórczość
Książki
- Чарнякевіч, Ц. Вандроўнік : кніга пра паэта Уладзіміра Някляева / Ціхан Чарнякевіч. Мінск : Лімарыус, 2016. 206 с., [4] л. іл. ISBN 978-985-6968-54-2

Tłumaczenia
- Алексіевіч, С. Час second-hand : (канец чырвонага чалавека) / Святлана Алексіевіч; [пераклад з рускай мовы В. Стралко і Ц. Чарнякевіча]. Мінск : Логвінаў, 2013. 383 с. ISBN 978-985-562-096-0 (Tłumaczenie z języka rosyjskiego na język białoruski)
- Горад на гары. Анталёгія літоўскай паэзіі / Уклад. і прадм. Ц. Чарнякевіча; рэд. М. Мартысевіч, А. Хадановіч. Беласток: Выдавецкае агенцтва «Экапрэс», 2025. 304 с. ISBN 978-83-67471-31-2 (Tłumaczenie z języka litewskiego na język białoruski)

Edycja książek
- Віцьбіч, Ю. Лшоно Габоо Бійрушалайм : даваенная проза / Юрка Віцьбіч; [укладанне і прадмова Лявона Юрэвіча; каментары Ціхана Чарнякевіча] ; Міжнароднае грамадскае аб’яднанне «Згуртаванне беларусаў свету „Бацькаўшчына“». Мінск : Кнігазбор, 2011. 229, [1] с. : партр. ISBN 978-985-7007-17-2
- Максім Багдановіч: вядомы і невядомы : крытыка-архіўны зборнік / [укладанне і каментарыі Ц. В. Чарнякевіча; прадмова Ю. В. Пацюпы]. Мінск : Літаратура і Мастацтва, 2011. 388, [3] с. ISBN 978985-6994-74-9
- Савёнак, Л. Творы / Лявон Савёнак [укладанне: Ц. Чарнякевіч, Л. Юрэвіч; уступнае слова: Л. Юрэвіч, В. Кіпель; каментарыі Ц. Чарнякевіча]. Мінск : Лімарыус, 2012. 350, [1] с., [4] л. іл. ISBN 978-985-6968-26-9
- Запісы БІНіМ. Навукова-папулярны альманах аб беларускай эміграцыі. ZAPISY 35; [Editors of the issue: Tsikhan Charniakevich, Natalla Hardzijenka]. Belarusan Institute of Arts and Sciences: New York − Mіnsk, 2012. 544 c.
- Кіпель, Я. Эпізоды / Яўхім Кіпель; [навуковае рэдагаванне Н. Гардзіенкі і Л. Юрэвіча; прадмовы: З. Саўка, І. Урбановіч-Саўка, В. Кіпель; каментарыі: Ц. Чарнякевіч, Н. Гардзіенка, А. Гардзіенка]. Выд. 2-е, дапрацаванае. Мінск : Лімарыус, 2013. 386 с., [6] л. іл. ISBN 978985-6968-34-4
- Канчэўскі, І. Адвечным шляхам : эсэ, вершы / Ігнат Канчэўскі; [укладанне Ц. Чарнякевіча]. Мінск : Зміцер Колас, 2021. 84, [3] с. ISBN 978985-23-0143-5
- Ільяшэвіч, X. Выбранае / Хведар Ільяшэвіч [укладанне Наталлі Гардзіенкі, Ціхана Чарнякевіча, Лявона Юрэвіча; агульнае рэдагаванне, каментары, паказнік Наталлі Гардзіенкі]. Мінск : Кнігазбор, 2021. 260 с. : [8] c. іл. ISBN 978-985-883-024-3
- Горад на гары. Анталёгія літоўскай паэзіі / Уклад. і прадм. Ц. Чарнякевіча; рэд. М. Мартысевіч, А. Хадановіч. Беласток: Выдавецкае агенцтва «Экапрэс», 2025. 304 с. ISBN 978-83-67471-31-2

## Uznanie i nagrody
- Laureat Młodzieżowego Pucharu Poezji podczas Dni Kultury Szwedzkiej na Białorusi (Pińsk, 2003).
- Laureat konkursu literackiego Białoruskiego PEN-Center poświęconego 75. rocznicy urodzin Uładzimira Karatkiewicza (Mińsk, 2005).
- Podziękowanie od Białoruskiego Instytutu Nauki i Sztuki w Nowym Jorku za badania nad dziedzictwem kulturowym emigracji białoruskiej (Nowy Jork, USA, 2019).

## Udział w jury konkursów literackich
- Ekspert zaproszony do Nagrody Literackiej im. Jerzego Giedroycia (2013).
- Członek jury nagrody literackiej „Debiut” za najlepszy debiut książkowy (2017).
- Członek jury Nagrody Literackiej im. Natalli Arsienniewaj za najlepszy zbiór poezji (2017).
- Członek jury Nagrody Literackiej im. Carlosa Shermana za najlepsze tłumaczenie (2019).
- Członek jury Nagrody Literackiej im. Ciotki za najlepszą książkę dla dzieci (2021, 2022).
- Członek jury Nagrody Literackiej im. Jerzego Giedroycia za najlepszą książkę prozatorską (2014, 2015, 2017, 2018, 2020, 2022, 2023).